# Leinfelden-Echterdingen
Leinfelden-Echterdingen là một thị xã ở the huyện Esslingen, trong bang Baden-Württemberg, nước Đức. Đô thị Leinfelden-Echterdingen có diện tích 29,9 km². Đô thị này có cự ly khoảng 10 km về phía nam của Stuttgart, gần sân bay Stuttgart. Đô thị này được lập ngày 1 tháng 1 năm 1975 thông qua việc sáp nhập 4 thị trấn Leinfelden, Echterdingen, Stetten và Musberg.

## Kết nghĩa
- Manosque (Pháp), từ năm 1973
- Poltawa (Ukraina), từ năm 1988
- York, Pennsylvania (Mỹ), từ năm 1989
- Voghera (Italia), từ năm 2000

}